# Філіп Чуїк
Філіп Чуїк (босн. Filip Čuić, нар. 22 лютого 2003, Спліт, Хорватія) — боснійський футболіст, нападник хорватського клубу «Локомотива».

## Ігрова кар'єра

### Клубна
Філіп Чуїк народився у хорватському місті Спліт і займався футболом в академіях місцевих клубів «Дугопольє» та «Хайдук». У складі юнацької команди «Хайдука» (U-19) Чуїк двічі вигравав юнацьку першість Хорватії. В сезоні 2021/22 Чуїк був одним з кращих гравців Юнацької ліги, забивши 6 голів у 5 матчах.
Сезон 2022/23 футболіст провів в оренді в словенському клубі «Радомлє». Після оренди нападник відіграв один сезон у складі «Хайдука», а влітку 2024 року як вільний агент перейшов до загребського клубу «Локомотива».

### Збірна
З 2022 року Філіп Чуїк виступає в складі молодіжної збірної Боснії і Герцеговини.

## Приватне життя
Філіп народився у спортивній родині. Його брати також грають у футбол на професійному рівні. Батько — Томислав Чуїк був тренером та арбітром у боснійському чемпіонаті.